# Wanshan Special Vehicle
Hubei Sanjiang Space Wanshan Special Vehicle (chinesisch 湖北三江航天萬山特種車輛有限公司 / 湖北三江航天万山特种车辆有限公司, kurz 万山特车 bzw. „Wanshan Sonderfahrzeuge“) ist ein Hersteller von Kraftfahrzeugen aus der Volksrepublik China.
Die Wanshan Sonderfahrzeuge GmbH ist ein Tochterunternehmen der China Space Sanjiang Group Corporation (CSSG), die ihrerseits wieder eine Tochtergesellschaft der China Aerospace Science and Industry Corporation (CASIC) ist.
Vorstandsvorsitzender der Wanshan Special Vehicle ist seit 2014 Zheng Jialong (郑家龙).

## Unternehmensgeschichte

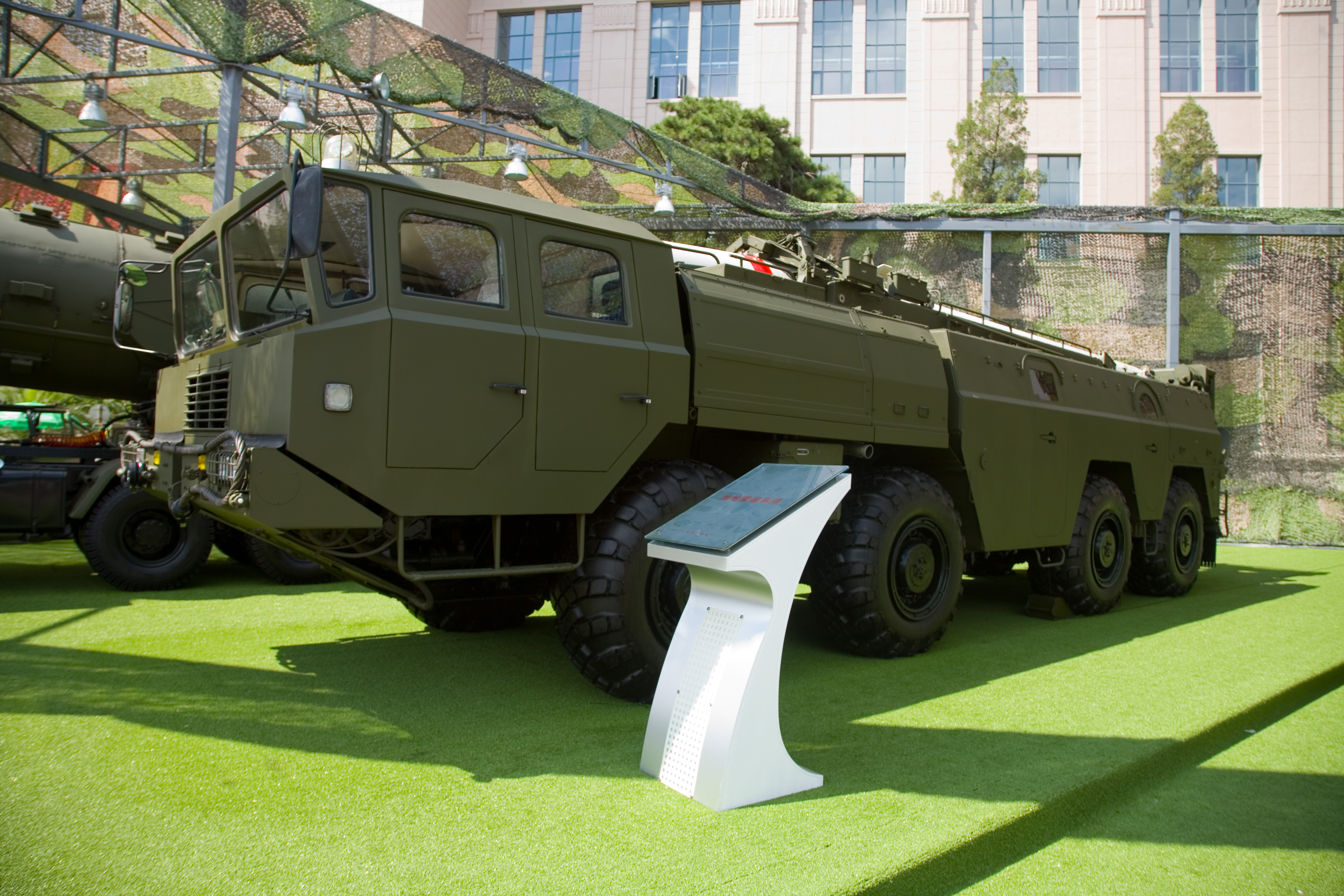
DF-11 Start- und Transportfahrzeug auf Basis eines WS2400

Das Unternehmen ging aus der Wanshan Sonderfahrzeug-Fabrik (万山特种车辆制造厂) hervor, eine der neun Fabriken die, verteilt über 11 Dörfer des Kreises Yuan’an der bezirksfreien Stadt Yichang ab 1970 sogenannte „Basis 066“ bildeten, eine Einrichtung der „Dritten Front“. 1979 begann die Produktion von Omnibussen.
Mitte der 1980er Jahre stellte Wanshan vier Baureihen von Kleinbussen her,
die bekanntesten davon die sogenannten „Brotautos“ (面包车), die ihren Namen von der an ein Kastenbrot erinnernden Form und der in der Taxi-Variante gelben Farbe erhalten hatten.
Später wurden deren Herstellung wegen einer stärkeren Regulierung des Taxigewerbes und daraus resultierender geringerer Nachfrage allerdings eingestellt. 1994 entstanden einige Personenkraftwagen. Der Markenname lautete Wanshan.
2002 wurde die Basis 066 aufgelöst – seit 2017 wird dort ein Museum aufgebaut – und die Fahrzeugfabrik nach Xiaogan im Norden von Hubei verlegt, wo sich bis heute der Unternehmenssitz befindet.
Aktuell stellt das Unternehmen Lastkraftwagen für zivile
und militärische Zwecke her,
sowohl für den normalen Straßenverkehr als auch geländegängige Varianten, dazu noch vielachsige Tieflader,
Getriebe, automatisches Kupplungssysteme, Fahrerkabinen etc.
Am 26. September 2019 wurde die Halle 202 der Wanshan Sonderfahrzeug-Fabrik auf der ehemaligen Basis 066 vom Staatsrat der Volksrepublik China in die Liste der Nationaldenkmäler aufgenommen.

## Fahrzeuge
Das einzige Pkw-Modell war der WS 6320, der erstmals 1994 präsentiert wurde. Dies war ein Minivan von 3,2 m Länge.
Schwere mehrachsige LKW-Modelle sind beispielsweise der WS2300, der WS2400, der WS2500, der WS2600, der WS2900 und der WS51200, welche vor allem als Militärfahrzeuge verwendet werden.
Ein neues Produkt sind rein elektrisch angetriebene Busse für den Stadtverkehr mit einer Länge von 6 m, 8 m und 10 m. Am 12. Juni 2019 konnte die Firma 30 solcher Elektrobusse an die städtischen Verkehrsbetriebe von Xiaogan verkaufen, Anfang April 2020 dann 56 Busse an den zu Xiaogan gehörenden Kreis Dawu.
Ein mit Brennstoffzellen elektrisch angetriebener Lastwagen der Firma wurde am 7. Juni 2023 für den Straßenverkehr zugelassen.